# Ophthalmolabus morio
Ophthalmolabus morio es una especie de coleóptero de la familia Attelabidae.

## Distribución geográfica
Habita en Tanzania, Sudáfrica y Uganda.